# Cottonwood Heights
Cottonwood Heights est une ville américaine située dans le comté de Salt Lake, dans l’Utah. En 2012, sa population s’élevait à 34 017 habitants.

## Source
- (en) Cet article est partiellement ou en totalité issu de l’article de Wikipédia en anglais intitulé « Cottonwood Heights, Utah » (voir la liste des auteurs).